# Seznam dědiců dánského trůnu
Seznam dědiců dánského trůnu uvádí osoby, které byly v daném časovém období považovány za dědice trůnu Dánského království v případě abdikace nebo smrti úřadujícího panovníka. Seznam začíná rokem 1665, kdy byla Královským výnosem uzákoněna primogenitura následnictví v mužské linii. Později se dědické právo změnilo v letech 1852, 1953 a 2009.
Dědicové, kteří se skutečně stali dánským panovníkem, jsou uvedeni tučně.

## Oldenburkové, absolutní monarchie 1665–1863
Frederik III. přijal polosalické následnické právo.
| Dědic           | Status                | Vztah k panovníkovi        | Stal/a se dědicem/dědičkou | Stal/a se dědicem/dědičkou   | Přestal/a být dědicem/dědičkou | Přestal/a být dědicem/dědičkou | Další v následnictví vztah k dědici, data     | Panovník       |
| Dědic           | Status                | Vztah k panovníkovi        | Datum                      | Důvod                        | Datum                          | Důvod                          | Další v následnictví vztah k dědici, data     | Panovník       |
| --------------- | --------------------- | -------------------------- | -------------------------- | ---------------------------- | ------------------------------ | ------------------------------ | --------------------------------------------- | -------------- |
| Kristián        | zjevný dědic          | syn                        | 14. listopadu 1665         | založena dědičná posloupnost | 9. února 1670                  | stal se králem                 | Jiří bratr                                    | Frederik III.  |
| Jiří            | předpokládaný dědic   | bratr                      | 9. února 1670              | bratr se stal králem         | 11. října 1671                 | králi se narodil syn           | Anna Žofie sestra                             | Kristián V.    |
| Frederik        | zjevný dědic          | syn                        | 11. října 1671             | narozen                      | 25. srpna 1699                 | stal se králem                 | Jiří strýc (1671–1672, 1673–1675)             | Kristián V.    |
| Frederik        | zjevný dědic          | syn                        | 11. října 1671             | narozen                      | 25. srpna 1699                 | stal se králem                 | Kristián Vilém bratr (1672–1673)              | Kristián V.    |
| Frederik        | zjevný dědic          | syn                        | 11. října 1671             | narozen                      | 25. srpna 1699                 | stal se králem                 | Kristián bratr (1675–1695)                    | Kristián V.    |
| Frederik        | zjevný dědic          | syn                        | 11. října 1671             | narozen                      | 25. srpna 1699                 | stal se králem                 | Karel bratr (1695–1697, 1698–1699)            | Kristián V.    |
| Frederik        | zjevný dědic          | syn                        | 11. října 1671             | narozen                      | 25. srpna 1699                 | stal se králem                 | Kristián syn (1697–1698)                      | Kristián V.    |
| Karel           | předpokládaný dědic   | bratr                      | 25. srpna 1699             | bratr se stal králem         | 10. prosince 1699              | králi se narodil syn           | Vilém bratr                                   | Frederik IV.   |
| Kristián        | zjevný dědic          | syn                        | 10. prosince 1699          | narozen                      | 12. října 1730                 | stal se králem                 | Karel strýc (1699–1701, 1702–1703, 1704–1723) | Frederik IV.   |
| Kristián        | zjevný dědic          | syn                        | 10. prosince 1699          | narozen                      | 12. října 1730                 | stal se králem                 | Frederik bratr (1701–1702)                    | Frederik IV.   |
| Kristián        | zjevný dědic          | syn                        | 10. prosince 1699          | narozen                      | 12. října 1730                 | stal se králem                 | Jiří bratr (1703–1704)                        | Frederik IV.   |
| Kristián        | zjevný dědic          | syn                        | 10. prosince 1699          | narozen                      | 12. října 1730                 | stal se králem                 | Frederik syn (1723–1730)                      | Frederik IV.   |
| Frederik        | zjevný dědic          | syn                        | 12. října 1730             | otec se stal králem          | 6. srpna 1746                  | stal se králem                 | Luisa sestra (1730–1735)                      | Kristián VI.   |
| Frederik        | zjevný dědic          | syn                        | 12. října 1730             | otec se stal králem          | 6. srpna 1746                  | stal se králem                 | Kristián syn (1745–1746)                      | Kristián VI.   |
| Kristián        | zjevný dědic          | syn                        | 6. srpna 1746              | otec se stal králem          | 3. června 1747                 | zemřel                         | Žofie Magdalena sestra                        | Frederik V.    |
| Žofie Magdalena | předpokládaná dědička | dcera                      | 3. června 1747             | bratr zemřel                 | 29. ledna 1749                 | králi se narodil syn           | Vilemína Karolína sestra                      | Frederik V.    |
| Kristián        | zjevný dědic          | syn                        | 29. ledna 1749             | narozen                      | 14. ledna 1766                 | stal se králem                 | Žofie Magdalena sestra (1749–1753)            | Frederik V.    |
| Kristián        | zjevný dědic          | syn                        | 29. ledna 1749             | narozen                      | 14. ledna 1766                 | stal se králem                 | Frederik bratr (1753–1766)                    | Frederik V.    |
| Frederik        | předpokládaný dědic   | bratr                      | 14. ledna 1766             | bratr se stal králem         | 28. ledna 1768                 | králi se narodil syn           | Žofie Magdalena sestra                        | Kristián VII.  |
| Frederik        | zjevný dědic          | syn                        | 28. ledna 1768             | narozen                      | 13. března 1808                | stal se králem                 | Frederik strýc (1768–1805)                    | Kristián VII.  |
| Frederik        | zjevný dědic          | syn                        | 28. ledna 1768             | narozen                      | 13. března 1808                | stal se králem                 | Kristián bratranec (1805–1808)                | Kristián VII.  |
| Kristián        | předpokládaný dědic   | bratranec                  | 13. března 1808            | bratranec se stal králem     | 3. prosince 1839               | stal se králem                 | Ferdinand bratr (1808)                        | Frederik VI.   |
| Kristián        | předpokládaný dědic   | bratranec                  | 13. března 1808            | bratranec se stal králem     | 3. prosince 1839               | stal se králem                 | Frederik syn (1808–1839)                      | Frederik VI.   |
| Frederik        | zjevný dědic          | syn                        | 3. prosince 1839           | otec se stal králem          | 20. ledna 1848                 | stal se králem                 | Ferdinand strýc                               | Kristián VIII. |
| Ferdinand       | předpokládaný dědic   | strýc                      | 20. ledna 1848             | synovec se stal králem       | 29. června 1863                | zemřel                         | sporný, nakonec:                              | Frederik VII.  |
| Ferdinand       | předpokládaný dědic   | strýc                      | 20. ledna 1848             | synovec se stal králem       | 29. června 1863                | zemřel                         | Kristián syn sestřenice (1852–1863 zákonem)   | Frederik VII.  |
| Kristián        | předpokládaný dědic   | bratranec z druhého kolene | 29. června 1863            | dědic zemřel                 | 15. listopadu 1863             | stal se králem                 | Frederik syn                                  | Frederik VII.  |

## Glücksburkové
Vzhledem k tomu, že Frederik VII. i jeho strýc Ferdinand byli bezdětní, byla v roce 1852 přijata legislativa, která dánský trůn udělila Kristiánovi Šlesvicko-Holštýnsko-Sonderbursko-Glücksburskému, pravnukovi Fridricha V. Polosalické právo se používalo až do roku 1953, kdy byla přijata mužská primogenitura. To trvalo až do roku 2009, kdy byla zavedena absolutní primogenitura.
| Dědic     | Status                | Vztah k panovníkovi | Stal/a se dědicem/dědičkou | Stal/a se dědicem/dědičkou        | Přestal/a být dědicem/dědičkou | Přestal/a být dědicem/dědičkou    | Další v následnictví vztah k dědici, data | Panovník       |
| Dědic     | Status                | Vztah k panovníkovi | Datum                      | Důvod                             | Datum                          | Důvod                             | Další v následnictví vztah k dědici, data | Panovník       |
| --------- | --------------------- | ------------------- | -------------------------- | --------------------------------- | ------------------------------ | --------------------------------- | ----------------------------------------- | -------------- |
| Frederik  | zjevný dědic          | syn                 | 16. listopadu 1863         | otec se stal králem               | 29. ledna 1906                 | stal se králem                    | Valdemar bratr (1863–1870)                | Kristián IX.   |
| Frederik  | zjevný dědic          | syn                 | 16. listopadu 1863         | otec se stal králem               | 29. ledna 1906                 | stal se králem                    | Kristián syn (1870–1906)                  | Kristián IX.   |
| Kristián  | zjevný dědic          | syn                 | 29. ledna 1906             | otec se stal králem               | 14. května 1912                | stal se králem                    | Frederik syn                              | Frederik VIII. |
| Frederik  | zjevný dědic          | syn                 | 14. května 1912            | otec se stal králem               | 20. dubna 1947                 | stal se králem                    | Knut bratr                                | Kristián X.    |
| Knut      | předpokládaný dědic   | bratr               | 20. dubna 1947             | bratr se stal králem              | 5. června 1953                 | změnila se ústava a dědické právo | Ingolf syn                                | Frederik IX.   |
| Markéta   | předpokládaná dědička | daughter            | 5. června 1953             | změnila se ústava a dědické právo | 14. ledna 1972                 | stala se královnou                | Benedikta sestra (1953–1968)              | Frederik IX.   |
| Markéta   | předpokládaná dědička | daughter            | 5. června 1953             | změnila se ústava a dědické právo | 14. ledna 1972                 | stala se královnou                | Frederik syn (1968–1972)                  | Frederik IX.   |
| Frederik  | zjevný dědic          | syn                 | 14. ledna 1972             | matka se stala královnou          | 14. ledna 2024                 | matka abdikovala, stal se králem  | Joachim bratr (1972–2005)                 | Markéta II.    |
| Frederik  | zjevný dědic          | syn                 | 14. ledna 1972             | matka se stala královnou          | 14. ledna 2024                 | matka abdikovala, stal se králem  | Kristián syn (2005–2024)                  | Markéta II.    |
| Christian | zjevný dědic          | syn                 | 14. ledna 2024             | otec se stal králem               | současný dědic                 | současný dědic                    | Isabella sestra (2024–dosud)              | Frederik X.    |